# Semenivský rajón (Černihivská oblast)
Semenivský rajón (ukrajinsky Семенівський район) byl rajón v Černihivské oblasti na Ukrajině. Hlavním městem byla Semenivka a rajón měl přibližně 17 tisíc obyvatel. 

## Sídla v rajónu
- Semenivka